# Eulimella kaasi
Eulimella kaasi is een slakkensoort uit de familie van de Pyramidellidae. De wetenschappelijke naam van de soort is voor het eerst geldig gepubliceerd in 2000 door Aartsen, Gittenberger & Goud.